# Albert (Somme)
Albert település Franciaországban, Somme megyében. Lakosainak száma 9658 fő (2022. január 1.). Albert Aveluy, Bécordel-Bécourt, Bouzincourt, Dernancourt, Méaulte, Mesnil-Martinsart, Millencourt és Ovillers-la-Boisselle községekkel határos.

## Népesség
A település népességének változása:
| Lakosok száma | 10 054 | 9931 | 10 200 | 9928 | 9810 | 9779 | 9814 | 9781 | 9658 |
|               | 2013   | 2015 | 2016   | 2017 | 2018 | 2019 | 2020 | 2021 | 2022 |